# توم غلازر
توم غلازر (بالإنجليزية: Tom Glazer)‏ هو مغن مؤلف أمريكي، ولد في 2 سبتمبر 1914 في فيلادلفيا في الولايات المتحدة، وتوفي في 21 فبراير 2003 في روتشستر في الولايات المتحدة.

## وصلات خارجية
- توم غلازر على موقع IMDb (الإنجليزية)
- توم غلازر على موقع ميوزك برينز (الإنجليزية)
- توم غلازر على موقع ديسكوغز (الإنجليزية)
- توم غلازر على موقع قاعدة بيانات الفيلم (الإنجليزية)